# Kassoum Diarra
Kassoum Diarra (Bobo-Dioulasso, 16 ottobre 1968) è un musicista burkinabé.
Griot e polistrumentista molto apprezzato per l'eleganza del suo stile, oggigiorno Kassoum va di certo annoverato tra i più prestigiosi djembefolà (suonatore di djembe) del Burkina Faso. Cresciuto sotto la scuola ferrea di Adama Dramé, Kassoum possiede il temperamento e l'autorevolezza tipica dei grandi maestri africani. Caratteristiche peculiari queste, che lo accreditano come portatore di una conoscenza profonda ed autentica delle tradizioni musicali del suo paese.

## Biografia
Kassoum Diarra nasce a Bobo-Dioulasso il 16 ottobre 1968 in una famiglia di griot originaria del Mali.
Inizia la sua carriera musicale giovanissimo, all'età di sei anni, seguendo le orme dello zio materno, Haraba Koita, suonatore di N'goni, accompagnandolo con il dundun. Due anni dopo, prosegue i suoi studi sotto la guida dello zio paterno Losso Diarra nello studio del balafon.
La sua prima formazione al djembe, risale al 1978, quando incomincia a suonare durante le cerimonie e le feste tradizionali come i battesimi e i matrimoni, sotto la guida del maestro Baba Kouyate.
Nel 1984 entra a far parte del ballet Avenir, diventandone il primo djembefolà solista. Nel frattempo, compie una serie di viaggi studio in Guinea e Costa d’Avorio.
Negli anni compresi tra il 1985 e il 1990 è al seguito della troupe Folibà di Adama Dramè, con la quale si esibisce in molti Paesi europei.
Nel 1990 fa parte del gruppo Farafina Lili di Mahama Konatè. Due anni dopo, fonda il gruppo Kassama Percussion col quale incide un disco per la casa discografica Playa Sound mentre nel 1995, partecipa alla realizzazione del pluripremiato (FESPACO, Festival di Cannes) film "Keïta! l'Héritage du griot", diretto dal regista Dani Kouyate, giovane promessa del cinema africano.
Nel 1999 fonda la Association Kassamà Burkina Aza, di cui è presidente, insieme ad un gruppo di altri Griots residenti a Bobò Djoulassò, per promuovere e tutelare le attività culturali tradizionali delle famiglie di Griots locali, impegnati da sempre a diffondere e conservare tanto nei villaggi quanto nella quotidianità delle città, le loro conoscenze orali legate. I Griots (denominati Djelì nella lingua Djoulà e Bambarà) appartengono per nascita famigliare ad una casta depositaria delle vaste competenze fondamentali per realizzare tutti gli avvenimenti sociali più importanti. Canto, Danza, Musica, Narrazione, realizzazione degli strumenti musicali e dei costumi, si fondono in un unico linguaggio espressivo in continua evoluzione, attraverso il quale i Griots, sin dall'infanzia, divengono autentici promotori della cultura popolare, partecipando da protagonisti a cerimonie ed eventi sociali laici e sacri, in cui le loro conoscenze e capacità si rendono fondamentali.
Nello stesso periodo, grazie al gemellaggio tra Kassamà Burkina Azà ed Associazione Culturale Tubabù di Milano, nasce il progetto "Niumbuari" (L'Intesa), ispirando molteplici attività in Italia e Burkina Faso, per la realizzazione di stages didattici, laboratori, eventi artistici e culturali in Teatri, Scuole, Musei, Festival e rassegne. 
Tra i suoi trascorsi, Kassoum Diarrà, vanta anche una schiera di allievi che oggi figurano tra i più famosi artisti africani del panorama percussivo italiano, in particolare Seydou Dao, Karamogo "Baba" Diarra e Abdoullay Traoré. Numerose poi, sono anche le sue collaborazioni occasionali in Italia, con artisti di spessore.
Nel 2009 incide il doppio CD Afrika Accono (Africa dentro) rispettivamente con il suo gruppo storico Kassama e con l'OrchestrAniké, ensemble "metissage" di Aosta.
Tuttora risiede in Burkina Faso ma continua regolarmente a visitare l'Italia per stages e concerti.

## Discografia
- "Kassama Percussions" - Kassoum Diarra (1996 Playa Sound Collection)
- "Le continent des mille tambours" - Aa.Vv. -  (2002 Air Mail Music)
- "Tambours du monde Vol.2" - Aa.Vv. -  (2009 Playa Sound Collection)
- "Afrika accono" - Kassama Percussions, OrchestrAniké (2009 Tamtando)

### Altre partecipazioni
- Film: "Keïta! L'héritage du griot" - Dani Kouyaté (1994)
- Album: "Viaggio con bagaglio leggero" - Tamtando (2005 L'Eubage)